# Possibilismus

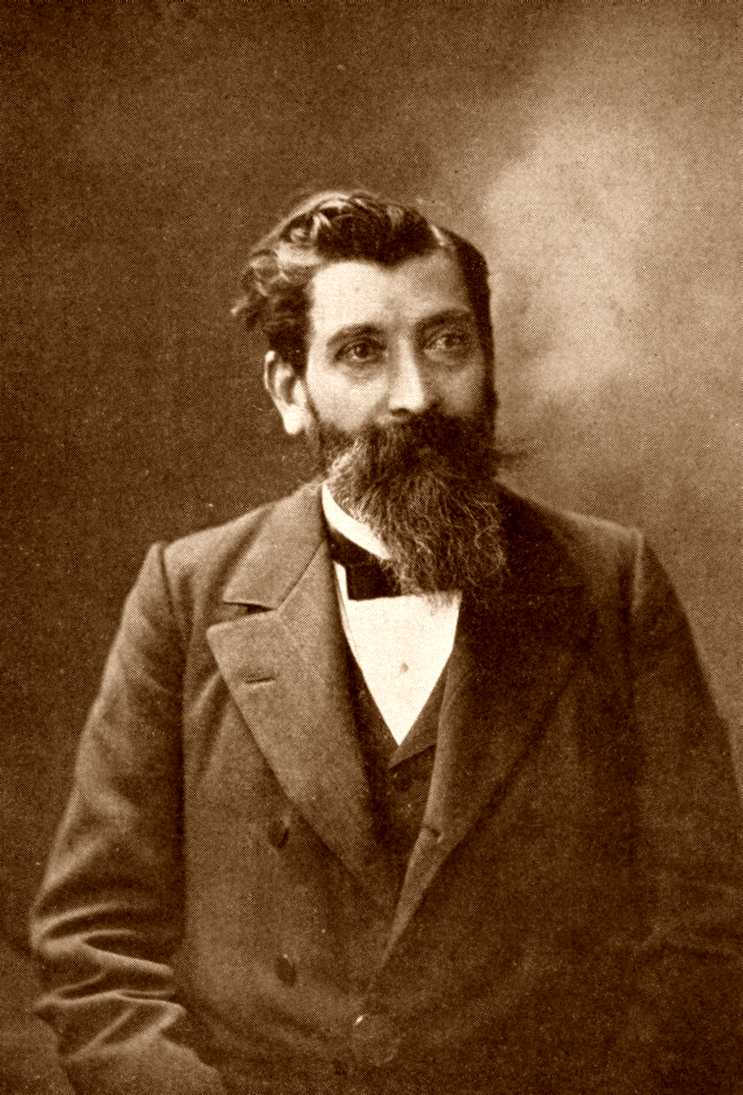
Paul Brousse (etwa 1900)

Das politisch-weltanschauliche Konzept des Possibilismus (franz. possible: möglich) geht zurück auf eine am Ende des 19. Jahrhunderts von Paul Brousse (1844–1912) angeführte reformistische Richtung innerhalb des französischen Sozialismus, die sich mit ihren Zielen an den vorhandenen Möglichkeiten zu orientieren suchte. Im 21. Jahrhundert wird Possibilismus als Handlungskonzept der Zukunftsgestaltung aufgegriffen und neu interpretiert.

## Begriffliche Wurzeln in Frankreich
Namensgeber des Begriffs Possibilismus waren diejenigen französischen Sozialisten, die sich Possibilisten nannten. Die Possibilisten stellten erstmals mit Alexandre Millerand ein Regierungsmitglied im Kabinett von Waldeck-Rousseau (1899–1902). Im Jahr 1890 kam es zu einer Spaltung in Broussisten und Allemanisten (nach Jean Allemane, 1843–1935), die revolutionär orientiert waren. Die Possibilisten schlossen sich 1902 mit anderen im Parti Socialiste Français zusammen. Dieser wiederum ging 1905 in der »Section française de l’Internationale ouvrière« (SFIO) auf.

## Neuere Aneignungen
Angesichts der aktuellen Szenarien raschen Wandels und mannigfacher Krisenerscheinungen in der ökologischen und gesellschaftspolitischen Entwicklung wird Possibilismus als Alternative zum Gegensatz zwischen Optimismus und Pessimismus verschiedentlich adaptiert. Zu dessen Anhängern gehören unter anderen die Trendforscher Hans Rosling und Matthias Horx sowie die Klimaschutzaktivistin Luisa Neubauer.
In der Publikation 15½ Regeln für die Zukunft: Anleitung zum visionären Leben lehnt Horx eine pessimistische Lebenshaltung ab, weil sie irgendwann zu Bösartigkeit und Verbitterung führe, und eine optimistische, weil sie zu „fürchterlichen Enttäuschungen mit Depressionsgarantie“ führe. Als Vorläufer einer Lebenshaltung zwischen diesen Polen zitiert Horx Johann Caspar Lavater („Misstraue jedem, der alles gut findet, und dem, der alles für schlecht hält, noch mehr aber dem, dem alles gleichgültig ist“) und Otto Neurath („Man erkennt erst das Wirkliche, wenn man das Mögliche überschaut“). Ein Possibilist, so Horx, setze auf die Potentialität von Prozessen; er müsse nicht alles sofort lösen, sondern bahne den Weg beim Gehen.
Ihr Buch Vom Ende der Klimakrise. Eine Geschichte unserer Zukunft widmen Luisa Neubauer und Alexander Repenning 2019 all den „Possibilist*innen da draußen“ und denen, „die es werden wollen.“ Sie zitieren darin Jakob von Uexküll mit dem Credo: „Der Possibilist sieht die Möglichkeiten, und es hängt von jedem von uns ab, ob sie verwirklicht werden.“ Neubauer und Reppening halten die Möglichkeit von Lösungen für die großen Probleme der Gegenwart für gegeben. Deren Umsetzung sei nicht einfach, vielleicht nicht einmal wahrscheinlich, aber möglich. Solange diese Möglichkeit bestehe, lohne es sich, „für sie zu kämpfen, von ihr zu erzählen und Menschen zu ermutigen, Teil dieser Lösungen zu werden.“